# 눈물 젖은 샌드백
"눈물 젖은 샌드백"은 한국에서 제작된 김기 감독의 1975년 멜로/로맨스 영화이다. 여수진 등이 주연으로 출연하였고 김인동 등이 제작에 참여하였다.

## 출연

### 주연
- 여수진
- 문오장